# José Vicente Saravia
José Vicente Saravia (Salta, 19 de abril de 1819-Buenos Aires, 15 de junio de 1883) fue un jurista salteño, legislador provincial, diputado nacional e interventor nacional en la provincia de Jujuy.

## Biografía
José Vicente Saravia nació en la ciudad de Salta el 19 de abril de 1819, hijo del sargento mayor José Domingo Saravia y de María Josefa López y Plazaola.
Tras terminar sus estudios iniciales en su ciudad natal, ingresó a la Universidad Mayor Real y Pontificia San Francisco Xavier de Chuquisaca graduándose de doctor en derecho.
De regreso a la provincia de Salta en 1845 integró la Cámara de Justicia en carácter de interino al no tener aún la edad requerida para la titularidad.
El 18 de agosto de 1854 fue nombrado Juez en la Cámara del Crimen en Paraná (Argentina), entonces capital provisoria de la Confederación Argentina. En ese organismo actuó primero como secretario provisional, llegando a desempeñar su vicepresidencia. Durante ese período, signado por el enfrentamiento político, militar y aduanero con el Estado de Buenos Aires, intervino en los debates acerca de la aplicación del impuesto diferencial a las mercaderías que ingresaran al territorio de la Confederación, oponiéndose infructuosamente a su aprobación.
En 1860 fue designado fiscal general interino de la provincia de Santa Fe y nombrado ese mismo año por el gobernador Rosendo María Fraga como Juez de alzada.
En 1863 fue nombrado por el presidente Bartolomé Mitre Juez Federal en la provincia de Corrientes.
En 1869 integró la Cámara de Justicia de la provincia de Entre Ríos, como vocal primero y como presidente después.
En 1873 fue nombrado por el presidente Domingo Faustino Sarmiento Juez Federal en la provincia de Jujuy.
En 1875 el gobernador de Entre Ríos Ramón Febre lo designó fiscal. Entre 1876 y 1878 integró la Legislatura provincial actuando también como fiscal interino del Superior Tribunal de Justicia. En 1878 fue nombrado nuevamente fiscal del estado en la provincia pero fue elegido diputado ante el Congreso de la Nación Argentina por Entre Ríos.
El 13 de febrero de 1880 fue nombrado por el presidente Nicolás Avellaneda interventor nacional en la provincia de Jujuy reemmplazando al anterior interventor Uladislao Frías, quien había renunciado.
De acuerdo con la nueva Legislatura jujeña presidió las elecciones y el día 1 de abril de 1880 puso en posesión de su cargo al gobernador constitucional Plácido Sánchez de Bustamante, cesando así la intervención.
El presidente Julio Argentino Roca acordó al año siguiente, en recompensa a las gestiones de Frías y Saravia, la cantidad de dos mil pesos a cada uno. 
Radicado en San Salvador de Jujuy, fue elegido legislador provincial. Murió en Belgrano (Buenos Aires) el 15 de junio de 1883 mientras viajaba a la ciudad de Buenos Aires.